# Brachiaria orthostachys
Brachiaria orthostachys là một loài thực vật có hoa trong họ Hòa thảo. Loài này được (Mez) Clayton mô tả khoa học đầu tiên năm 1966.